# Bartolomeo Camulio

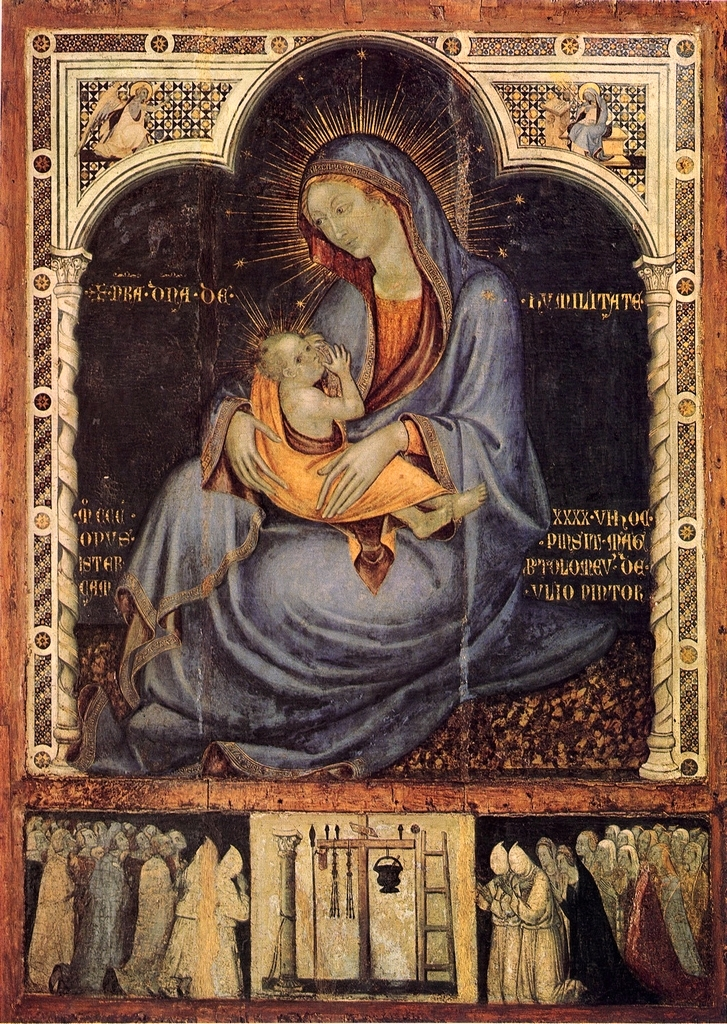
O pictură a lui Bartolomeo Camulio

Bartolomeo Camulio (n. 1300, Genova - ...) a fost un pictor italian. Este cunoscut, de asemenea, sub numele de Bartolomeo da Camogli sau Bartolomeo Pellerano da Camogli.
Printre lucrările sale se află Fecioara umilinței, din anul 1340, conservată în Palatul Abatellis din Palermo.

## Legături externe
- Bartolomeu Camulio, Dicționar biografic de italieni, Institutul Italian de Enciclopedie.